# Christina Gray
Christina Gray, née le 1er novembre 1978 à Edmonton, est une femme politique canadienne, ministre du Travail et ministre responsable du Renouveau démocratique de 2016 à 2019.
Depuis 2015, elle est membre à l'Assemblée législative de l'Alberta représentant la circonscription d'Edmonton–Mill Woods en tant que membre du Nouveau Parti démocratique de l'Alberta.
Elle occupe la fonction de chef de l'opposition officielle à partir du 24 juin 2024, lorsque le nouveau chef du Nouveau Parti démocratique, Naheed Nenshi, la désigne à cette fonction jusqu'au moment où il pourra être élu dans une circonscription électorale provinciale. Elle succède ainsi à Rachel Notley.